# MAYA (歌手)
MAYA（マヤ、9月7日 - ）は、日本のジャズシンガー。JAZZをベースにジャンル、スタイルにとらわれずに9ヶ国語（英語・スペイン語・ポルトガル語・仏語・露語・クレオール語・日本語・イタリア語・中国語）で歌い分けるオリジナリティ溢れる世界観で、現在までベスト盤含め19作品のCDをリリース。「ゴ-ルドディスク」「ジャズディスク大賞・ボーカル賞(国内部門)」「アルバム・オブ・ザ・イヤー 」「ジャズオーディオ・ディスク大賞」など数々の賞を受賞。2020年自身の音楽レーベルAMBIVALENCEを発足。第一弾はジャズドラマー松尾明「and alone」をリリース。「VGP2020企画賞」「ジャズオーディオ・ディスク大賞銀賞」「ジャケット賞」を受賞。第二弾作品は伝説的ジャズシンガー、ビリー・ホリデーをテーマにしたセルフプロデュース作品「Billie」をリリース。「ジャズ・オーディオディスク大賞金賞」受賞。Amazonジャズ部門、ハイレゾアルバムランキングで一位にランキングされる。真空管やヴィンテージ機材を駆使したアナログテープ録音による高音質作品として話題を呼んでいる。レーベル第三弾はオルケスタ・デ・ラ・ルスのメンバーとの共演による本格ラテンミュージシャンとのオリジナル曲2曲含むラテン高音質作品「LATINA」を2022年9月21日に発売する。ジャズ界・オーディオ界でいま最も注目されているジャズシンガー。

## ディスコグラフィー

### アルバム
- 1st
Why Try to Change Me Now?
- 2nd
She's Something
- 3rd
MAYA
- 4th
Love Potion No.9
- 5th
Kiss of Fire
- 6th
MAYA+JAZZ
- 7th
Have Yourself A Merry Little Christmas
- 8th
マルチニークの女 ~FANM MATINIK DOU~
- 9th
Once Upon A Time
- 10th（2010年9月8日 発売）
YOU BELONG TO ME
- 11th（2012年4月25日 発売）
Bluesy MAYA in Hi-Fi
- 12th（2015年12月2日 発売）
jazz a gogo
- 13th（2017年12月13日 発売）
LIVE MAYA

- 14th（2019年5月15日 発売）
しろいくろ

- 15th（2021年12月8日発売）
Billie
- 16th (2022年9月21日発売）

　   LATINA

### ベストアルバム
- 1st
Best of Early Years
- 2nd（2008年12月24日 発売）
MAYA BEST with love columbia years
- 3rd（2014年7月23日 発売）
MAYA Style